# Szczuroskoczek pływający
Szczuroskoczek pływający (Dipodomys simulans) – gatunek ssaka podrodziny szczuroskoczków (Dipodomyinae) w obrębie rodziny karłomyszowatych (Heteromyidae).

## Zasięg występowania
Szczuroskoczek pływający występuje w zachodniej Ameryce Północnej zamieszkując w zależności od podgatunku:
- D. simulans simulans – południowo-zachodnie Stany Zjednoczone i północno-zachodni Meksyk (przybrzeżne baseny południowo-zachodniej Kalifornii i zbocza Sierra Juárez i Sierra de San Pedro Mártir, równiny przybrzeżne Oceanu Spokojnego i Valle de los Cirios w Kalifornii Dolnej).
- D. simulans peninsularis – północno-zachodni Meksyk (od pustyni Vizcaino w południowej Kalifornii Dolnej do Llano de La Magdalena w Kalifornii Dolnej Południowej).

## Taksonomia
Gatunek po raz pierwszy naukowo opisał w 1904 roku amerykański zoolog Clinton Hart Merriam nadając mu nazwę Perodipus streatori simulans. Holotyp pochodził z Dulzury, w hrabstwie San Diego, w Kalifornii, w Stanach Zjednoczonych.
Na podstawie analizy sekwencji molekularnych D. simulans należy do grupy gatunkowej agilis wraz z D. agilis i D. venustus. Stwierdzono, że Dipodomys simulans, wcześniej zaliczany do D. agilis, różni się kariotypowo (inny 2n), allozymicznie, morfologicznie (cechy zewnętrzne, czaszki i kości prącia) i ekologicznie; te dwa gatunki są prawdopodobnie sympatryczne w Cajon Pass, oddzielający góry San Gabriel i San Bernardino. Inne prawdopodobnie dawne miejsca sympatryczne zostały prawdopodobnie pochłonięte przez rozwój miejski. Autorzy Illustrated Checklist of the Mammals of the World rozpoznają dwa podgatunki.

### Etymologia
- Dipodomys: gr. δίποδος dipodos „dwunożny”, od δι- di- „podwójnie”, od δις dis „dwa razy”, od δυο duo „dwa”; πους pous, ποδος podos „stopa”; μυς mus, μυός muos „mysz”[16][17].
- simulans: łac. simulans, simulantis „odtwórczy, imitujący”, od simulare „zrobić jak”[17].
- peninsularis: łac. paeninsularis lub peninsularis „z półwyspu, półwyspowy”, od paeninsula lub peninsula „półwysep”, od paene „prawie, blisko”; insula „wyspa”[17].

## Morfologia
Długość ciała (bez ogona) 111–121 mm, długość ogona 160–181 mm, długość ucha średnio 15 mm, długość tylnej stopy średnio 42 mm; masa ciała 55–70 g.

## Ekologia
Szczuroskoczek pływający zamieszkuje tereny o piaszczystych lub żwirowych glebach, łąki w południowej Kalifornii, oraz pustynię i lasy iglaste iglastego w Kalifornii Dolnej. Preferuje nizinne zarośla. Zasiedla tereny do wysokości 800 m n.p.m. Prowadzi nocny tryb życia. Żywi się głównie nasionami lokalnej roślinności, ale zdarza się mu spożywać inne części roślin, a także owady. Średnia długość życia wynosi około 10 miesięcy.